# ロバート・ラッセル・ベネット
ロバート・ラッセル・ベネット（Robert Russell Bennett、1894年6月15日 - 1981年8月18日）は、アメリカ合衆国の作曲家、編曲家。
ミズーリ州カンザスシティ出身。1908年よりカール・ブッシュについて作曲を学ぶ。ヨーロッパの旅行した際にナディア・ブーランジェに師事する。1927年にグッゲンハイム研究奨励金を受賞する。1930年からハリウッドの映画撮影所で働くようになり、1941年から放送音楽のオーケストラの音楽監督を務める。6つのオペラと1つのオペレッタ、映画音楽、ギター協奏曲、ヴァイオリン協奏曲、ピアノ協奏曲、室内楽作品、オルガンソナタ、吹奏楽曲、合唱作品などがある。1955年のミュージカル映画『オクラホマ!』で、アカデミー・ミュージカル映画音楽賞を受賞した。

## 主な作品

### 作曲
- オペラバレエ「エンデュミオン」〜ベルナール・フォントネルによる（1927年）
- オペラ「マリア・マリブラン」（1935年）
- ラジオオペラ「魅惑のキス」（1945年）
- 古いアメリカ舞曲による組曲（1949年）
- バンドのためのシンフォニック・ソング（英語版）（1957年）

### 編曲
- 交響的絵画『ポーギーとベス』

## その他
ベネット姓の音楽家は数多くいることから、姓のみで呼ばれることはまずないが、「R.R.ベネット」と表記した場合にもイギリスの作曲家リチャード・ロドニー・ベネットと混同の恐れがあり、注意を要する。

## 文献
- George Joseph Ferencz, Robert Russell Bennett : A Bio-Bibliography, Greenwood Press, New York, 1990, 215 p. ;
- The Broadway Sound : The Autobiography and Selected Essays of Robert Russell Bennett : Édition posthume de l'autobiographie de Bennett, laissée quasi-achevée à sa mort, par George Joseph Ferencz, University of Rochester Press, 1999, 375 p.